# AACTA International Awards 2018
Die 7. Verleihung der australischen AACTA International Awards (englisch 7th AACTA International Awards), die jährlich von der Australian Academy of Cinema and Television Arts (AACTA) vergeben werden, fand am 5. Januar 2018 im Avalon Hollywood in Los Angeles statt. Sie ehrten die besten internationalen Filme des Jahres 2017 und sind so das Gegenstück zu den im Dezember 2017 stattgefundenen siebten AACTA Awards für australische Filme. Die Verleihung wurde von Hugh Sheridan moderiert und am 7. Januar 2018 auf dem australischen Sender Foxtel Arts gezeigt.

## Übersicht
Die Nominierungen wurden am 12. Dezember 2017 bekanntgegeben. Gegenüber der Verleihung aus dem Vorjahr gab es keine Neuerungen. Mit jeweils fünf Nominierungen erhielten das Filmdrama Call Me by Your Name sowie die beiden Tragikomödien Lady Bird und Three Billboards Outside Ebbing, Missouri die meisten Nennungen, gefolgt von Dunkirk mit vier. Ebenfalls mehrere Nominierungen erhielten I, Tonya, Shape of Water – Das Flüstern des Wassers (jeweils 3), Die dunkelste Stunde und Get Out (jeweils 2).
Three Billboards Outside Ebbing, Missouri konnte als einziger Film drei Auszeichnungen gewinnen. Er setzte sich als bester Film, für das beste Drehbuch (Martin McDonagh) und den besten Nebendarsteller (Sam Rockwell) durch. Craig Gillespies Filmbiografie I, Tonya war mit Margot Robbie und Allison Janney bei den besten Haupt- und Nebendarstellerinnen erfolgreich. Als bester Regisseur wurde Christopher Nolan für Dunkirk und als bester Hauptdarsteller Gary Oldman für die Darstellung von Winston Churchill in Die dunkelste Stunde gewürdigt.

## Gewinner und Nominierte
| Film                                      | N | A |
| ----------------------------------------- | - | - |
| Three Billboards Outside Ebbing, Missouri | 5 | 3 |
| Call Me by Your Name                      | 5 | 0 |
| Lady Bird                                 | 5 | 0 |
| Dunkirk                                   | 4 | 1 |
| I, Tonya                                  | 3 | 2 |
| Shape of Water – Das Flüstern des Wassers | 3 | 0 |
| Die dunkelste Stunde                      | 2 | 1 |
| Get Out                                   | 2 | 0 |

### Bester Film
Three Billboards Outside Ebbing, Missouri – Produktion: Graham Broadbent, Peter Czernin und Martin McDonagh
Call Me by Your Name – Produktion: Émilie Georges, Luca Guadagnino, Marco Morabito und Peter Spears
Dunkirk – Produktion: Christopher Nolan und Emma Thomas
Lady Bird – Produktion: Eli Bush, Evelyn O’Neill und Scott Rudin
Shape of Water – Das Flüstern des Wassers (The Shape of Water) – Produktion: J. Miles Dale und Guillermo del Toro

### Beste Regie
Christopher Nolan – Dunkirk
Guillermo del Toro – Shape of Water – Das Flüstern des Wassers (The Shape of Water)
Greta Gerwig – Lady Bird
Craig Gillespie – I, Tonya
Luca Guadagnino – Call Me by Your Name

### Bestes Drehbuch
Martin McDonagh – Three Billboards Outside Ebbing, Missouri
Greta Gerwig – Lady Bird
James Ivory – Call Me by Your Name
Christopher Nolan – Dunkirk
Jordan Peele – Get Out

### Bester Hauptdarsteller
Gary Oldman – Die dunkelste Stunde (Darkest Hour)
Timothée Chalamet – Call Me by Your Name
Daniel Day-Lewis – Der seidene Faden (Phantom Thread)
Hugh Jackman – Logan – The Wolverine (Logan)
Daniel Kaluuya – Get Out

### Beste Hauptdarstellerin
Margot Robbie – I, Tonya
Judi Dench – Victoria & Abdul
Sally Hawkins – Shape of Water – Das Flüstern des Wassers (The Shape of Water)
Frances McDormand – Three Billboards Outside Ebbing, Missouri
Saoirse Ronan – Lady Bird

### Bester Nebendarsteller
Sam Rockwell – Three Billboards Outside Ebbing, Missouri
Willem Dafoe – The Florida Project
Armie Hammer – Call Me by Your Name
Tom Hardy – Dunkirk
Ben Mendelsohn – Die dunkelste Stunde (Darkest Hour)

### Beste Nebendarstellerin
Allison Janney – I, Tonya
Mary J. Blige – Mudbound
Abbie Cornish – Three Billboards Outside Ebbing, Missouri
Nicole Kidman – The Killing of a Sacred Deer
Laurie Metcalf – Lady Bird